# Niels van der Zwan
Cornelis Pieter van der Zwan, detto Niels (Scheveningen, 25 giugno 1967), è un ex canottiere olandese.

## Biografia
Ha rappresentato i Paesi Bassi ai tre edizioni consecutive dei Giochi olimpici estivi da Barcellona 1992 a Sydney 2000. A  Atlanta 1996 ha vinto la medaglia d'oro nell'otto; gli altri componenti dell'equipaggio sono stati Bartman, Duyster, Florijn, Maasdijk, Rienks, Simon, van Steenis, Zwolle e furono definiti Holland Acht.
Ai mondiali di Lake Barrington 1990 ha vinto la medaglia d'argento nei quattro senza, assieme a Sven Schwarz, Jaap Krijtenburg e Bart Peters. Alle rassegne iridate di Indianapolis 1994 e Tampere 1995 ha guadagnato l'argento nell'otto.

## Palmarès
- Giochi olimpici

Atlanta 1996: oro nell'8;
- Mondiali

Lake Barrington 1990: argento nel 4 senza;
Indianapolis 1994: argento nell'8;
Tampere 1995: argento nell'8;